# Sonderrufnummer
Als Sonderrufnummer bezeichnet man in der Telekommunikation eine Telefonnummer, die nicht als originäre Teilnehmerrufnummer einem gewöhnlichen Teilnehmer-Telefonanschluss zugeordnet ist.
Anrufe von Teilnehmern auf Sonderrufnummern können durch den Telefondienstleister mittels Routing zu beliebigen Standorten bzw. Telefonanschlüssen flexibel weitergeleitet werden.
Sonderrufnummern werden durch spezielle Vorwahlen (Rufnummerngassen) identifiziert.
Beispiele für Sonderrufnummern sind:
- Mehrwertdienste
- Persönliche Rufnummer
- Freephone
- Service-Dienste
- Call-by-Call
- Notrufnummern
- Zentrale Anlaufstelle zur Sperrung elektronischer Berechtigungen
- Auskunftsdienste
- Dialer
- Massenverkehr zu bestimmten Zielen (Televoting etc.)
- Testnummern
- Einheitliche Behördenrufnummer

Keine Sonderrufnummern im engeren Sinn – obwohl in den Tariflisten von Telekommunikationsanbietern zum Teil als Sonderrufnummern bezeichnet – sind nationale Teilnehmerrufnummern. Diese dienen nämlich wie gewöhnliche geographische Teilnehmerrufnummern und Mobilfunk-Teilnehmerrufnummern lediglich der Erreichbarkeit eines einzelnen Teilnehmers und sind zu diesem Zweck als originäre Teilnehmerrufnummer einem Telefonanschluss zugeordnet.